# 오사카사야마시
오사카사야마시(일본어: 大阪狭山市)는 일본 오사카부 남동부에 있는 시이다.
2010년 국세조사에 의하면 인구는 58,238명으로 부내에서 31번째이고 부내의 시 중에서는 시조나와테시, 한난시에 이어 3번째로 적다.

## 지리
오사카부 남동부에 위치하고 오사카시의 베드타운이다. 특히 남부에는 대규모 주택가인 사야마 뉴타운이 있다. 중앙부에는 일본에서 가장 오래된 댐식 저수지로 여겨지는 사야마 연못이 있어 시의 상징이 되고 있다.

### 인접한 자치체
- 북쪽: 사카이시 히가시구, 미하라구
- 서쪽: 사카이시 나카구, 미나미구
- 동쪽: 돈다바야시시
- 남쪽: 가와치나가노시

## 역사
- 1889년 4월 1일 - 정촌제 시행으로 단난군 사야마촌, 산토촌이 성립하였다.
- 1896년 4월 1일 - 미나미카와치군이 성립하였다.
- 1931년 6월 16일 - 사야마촌이 산토촌을 편입 합병하였다.
- 1951년 4월 1일 - 정으로 승격해 미나미카와치군 사야마정이 되었다.
- 1987년 10월 1일 - 시로 승격하여 사야마시가 되었다. 사이타마현 사야마시가 먼저 명칭을 사용하고 있었기 때문에 앞에 '오사카'를 붙여 오사카사야마시가 되었다.

## 교통

### 철도
- 난카이 전기 철도 고야선

### 도로
- 국도 제310호선 (일본)(일본어판)

## 인구
| 연도 | 인구   | ±%      |
| ---- | ------ | ------- |
| 1920 | 5,160  | —       |
| 1930 | 5,732  | +11.1%  |
| 1940 | 6,361  | +11.0%  |
| 1950 | 9,114  | +43.3%  |
| 1960 | 9,648  | +5.9%   |
| 1970 | 19,198 | +99.0%  |
| 1980 | 46,508 | +142.3% |
| 1990 | 54,319 | +16.8%  |
| 2000 | 56,996 | +4.9%   |
| 2010 | 58,238 | +2.2%   |